# Simeon Daniel
Simeon Daniel (22 de agosto de 1934 - 27 de mayo de 2012) fue un político de San Cristóbal y Nieves que ejerció como primer Premier de Nieves tras la independencia de la Federación de San Cristobal y Nieves en 1983 hasta 1992. Fue fundador del Partido Reformista de Nieves, hasta la fecha una de las principales formaciones políticas de la Isla Nieves.

## Biografía

### Primeros años
Simeon Daniel nació en Barnes Ghaut Village en la parroquia de Saint Thomas Lowland, Nieves, Indias Occidentales, hijo de Joseph Daniel y Melvina Daniel, de soltera Archer. Recibió su educación inicial en la escuela primaria del gobierno de St. Thomas en Nieves. Ingresó a la profesión docente como maestro alumno en 1950 y obtuvo el Certificado de Maestros de las Islas de Sotavento en 1957.

### Trayectoria
En 1962, Daniel comenzó su formación legal en el Consejo de Educación Legal en Inglaterra. Mientras aún era estudiante (1960-1966), trabajó como empleado en el Consejo del Condado de Londres y luego como oficial ejecutivo, y en 1965 recibió una beca de reconocimiento por trabajo meritorio destacado de dicha institución. Continuó su educación en el Inner Temple de los Inns of Court en Londres. En 1966 se convirtió en Abogado y fue admitido al Colegio de Abogados en Inglaterra.
Regresó a Nieves en 1966 y se desempeñó como secretario asistente en el Ministerio de Asuntos Exteriores y fue admitido al Colegio de Abogados Local ese mismo año. Al año siguiente fue nombrado Abogado del Estado y luego Registrador del Tribunal Supremo y Magistrado Adicional en el Estado. Ingresó a la práctica privada en 1969 en San Cristóbal.
Daniel fue uno de los miembros fundadores de un partido político llamado el Partido Reformista de Nieves (NRP) en 1970. Se desempeñó como presidente del Consejo Local de 1972 a 1980 y fue elegido miembro de la Asamblea Nacional en mayo de 1975 y febrero de 1980.
Tras la formación del gobierno de coalición del Movimiento de Acción Popular de San Cristóbal y el NRP, Daniel asumió las carteras de Ministro de Finanzas y Asuntos de Nieves el 19 de febrero de 1980. Logró la autonomía para Nieves bajo la Constitución de Independencia en septiembre de 1983.
Daniel fue el primer Premier de Nieves desde el 19 de septiembre de 1983 (Día de la Independencia), tras llevar al NRP a la victoria en las primeras elecciones a la Asamblea de la Isla Nieves. Fundó el Banco de Nieves Ltd. en 1985. Fue reelegido en 1987 y ejerció el cargo hasta el 2 de junio de 1992. Su sucesor fue Vance Amory después de que su partido, el Movimiento de los Ciudadanos Responsables (CCM), ganara las elecciones en 1992. Daniel se retiró de la política activa ese mismo año y fue sucedido por Joseph Parry como líder del NRP.
Daniel, Brantley & Associates es un bufete de abogados de servicio completo que representa a numerosas empresas e individuos en San Cristóbal y Nieves, Anguila, en toda la región y a nivel internacional. El bufete fue fundado por Daniel y se unió a él Mark Brantley en 1996.

### Fallecimiento
Daniel falleció el 27 de mayo de 2012 y fue enterrado con todos los honores militares.

## Premios
El 16 de diciembre de 2013, actuando bajo el consejo de Denzil Douglas, el Gobernador general de San Cristóbal y Nieves, Sir Edmund Lawrence, anunció que el Dr. Daniel sería reconocido como Héroe Nacional.
- Doctor en Leyes (Honoris Causa), Fundación Internacional de la Universidad Marquis Giuseppe Scicluna, 1987;
- Medalla de Bronce Albert Einstein por la Paz, Fundación de la Academia Internacional Albert Einstein, 1987;
- Premio de Reconocimiento como Fundador y Apoyo del Banco de Nieves Ltd.